# Mitteldeutsche Fußballmeisterschaft 1903/04

VfB Leipzig 1893 – Mitteldeutscher Fußballmeister 1904

Die Mitteldeutsche Fußballmeisterschaft 1903/04 des Verbandes Mitteldeutscher Ballspiel-Vereine (VMBV) war die dritte Spielzeit der Mitteldeutschen Fußballmeisterschaft. Die diesjährige Meisterschaft wurde wieder mittels zweier Gauligen ausgetragen, deren Gewinner in einem Finalspiel aufeinandertreffen sollten. Das Finale wurde dann verlegt. Auf Grund vorgerückter Jahreszeit wurde jedoch auch dieses Spiel nicht ausgetragen. Der Verband meldete daher den VfB Leipzig als Vertreter Mitteldeutschlands für die Endrunde zur Deutschen Meisterschaft, während der die Mannschaft, wie schon letztjährig, bis ins Finale vordringen konnten. Bevor dieses Finale gespielt wurde, annullierte der DFB jedoch die diesjährige Fußballmeisterschaft. So wurde vorerst in dieser Saison sportlich kein Deutscher Meister gekürt.

Der Verband beschloss, dass der Meister der Vor-Saison offiziell auch als Titelträger der Spielzeit 1903/04 zu führen ist.

## Modus
Die teilnehmenden Vereine im Verband Mitteldeutscher Ballspiel-Vereine waren in der Saison 1903/04 erneut in drei Gaue eingeteilt, wobei nur die Sieger der Gaue I und II für das Finale qualifiziert waren. Der Gau III fungierte weiterhin nur als unterklassige Liga. Die Magdeburger Vereine waren ebenso weiterhin im Verband Magdeburger Ballspiel-Vereine organisiert und spielten somit einen eigenen Fußballmeister aus. Des Weiteren waren die Verbände Verband Chemnitzer Fußball-Vereine und Verband Thüringer Fußball-Vereine noch nicht Mitglied im VMBV und durften daher noch nicht an der Ausspielung eines Titelträgers der Mitteldeutschen Meisterschaft teilnehmen.
| Gau             | Gaumeister  |
| --------------- | ----------- |
| Nordwestsachsen | VfB Leipzig |
| Ostsachsen      | Dresdner SC |

## Gau I – Nordwestsachsen
| Pl. | Verein              | Sp. | S | U | N | Tore    | Quote | Punkte |
| --- | ------------------- | --- | - | - | - | ------- | ----- | ------ |
| 1.  | VfB Leipzig (MM, M) | 8   | 7 | 0 | 1 | 037:400 | 9,25  | 14:20  |
| 2.  | FC Wacker Leipzig   | 8   | 6 | 0 | 2 | 019:150 | 1,27  | 12:40  |
| 3.  | Hallescher FC 1896  | 8   | 4 | 0 | 4 | 012:270 | 0,44  | 08:80  |
| 4.  | Leipziger BC 1893 a | 8   | 2 | 0 | 6 | 003:140 | 0,21  | 04:12  |
| 5.  | SV Lipsia Leipzig a | 8   | 0 | 0 | 8 | 001:120 | 0,08  | 0:16   |

| (MM) | Titelverteidiger Mitteldeutschland |
| (M)  | Titelverteidiger Nordwestsachsen   |

## Gau II – Ostsachsen
| Pl. | Verein                         | Sp. | S | U | N | Tore    | Quote | Punkte |
| --- | ------------------------------ | --- | - | - | - | ------- | ----- | ------ |
| 1.  | Dresdner SC (M)                | 4   | 2 | 2 | 0 | 018:900 | 2,00  | 06:20  |
| 2.  | Mittweidaer BC                 | 4   | 2 | 2 | 0 | 022:600 | 3,67  | 06:20  |
| 3.  | Chemnitzer BC (N)              | 4   | 0 | 0 | 4 | 007:320 | 0,22  | 0:80   |
| 4.  | Akademischer FC Freiberg b (N) | 0   | 0 | 0 | 0 | 000:000 | 1,00  | 0:0    |

| (M) | Titelverteidiger Ostsachsen |
| (N) | Neuling                     |

Entscheidungsspiel Platz 1
| Datum          |             | Ergebnis |                | Ort      |
| -------------- | ----------- | -------- | -------------- | -------- |
| 24. April 1904 | Dresdner SC | c-:- c   | Mittweidaer BC | Chemnitz |

## Gau III
Der Gau III hatte den Status einer unterklassigen Liga, daher konnte der Sieger nicht an der Mitteldeutschen Endrunde teilnehmen. In der 1. Klasse spielten in dieser Spielzeit der SC Erfurt, der FC Preußen Weißenfels und der BSC Hohenzollern 99 Merseburg. Die zweite Klasse bestand aus der zweiten Mannschaft des SC Erfurt sowie dem Weißenfelser SC 1903 und dem SC Naumburg.

## Meisterschafts-Endspiel
Qualifiziert für das diesjährige Finale waren die Sieger der Gaue I und II. Das ursprünglich für den 5. Juni 1904 in Leipzig geplante Finale wurde nicht ausgetragen und danach auf den 19. Juni 1904 verlegt. Jedoch wurde auch dieses Spiel nicht ausgetragen. Daher wurde in einer Sitzung am 23. Juli 1904 beschlossen, das Finale wegen Termin-Not gar nicht mehr auszutragen. Als Titelverteidiger war der VfB Leipzig bereits vorher für die Teilnahme an der Deutschen Fußballmeisterschaft gemeldet worden.
| Datum                   |             | Ergebnis |             | Ort     |
| ----------------------- | ----------- | -------- | ----------- | ------- |
| 5. Juni / 19. Juni 1904 | VfB Leipzig | -:-      | Dresdner SC | Leipzig |